# دانش نظری حقوق

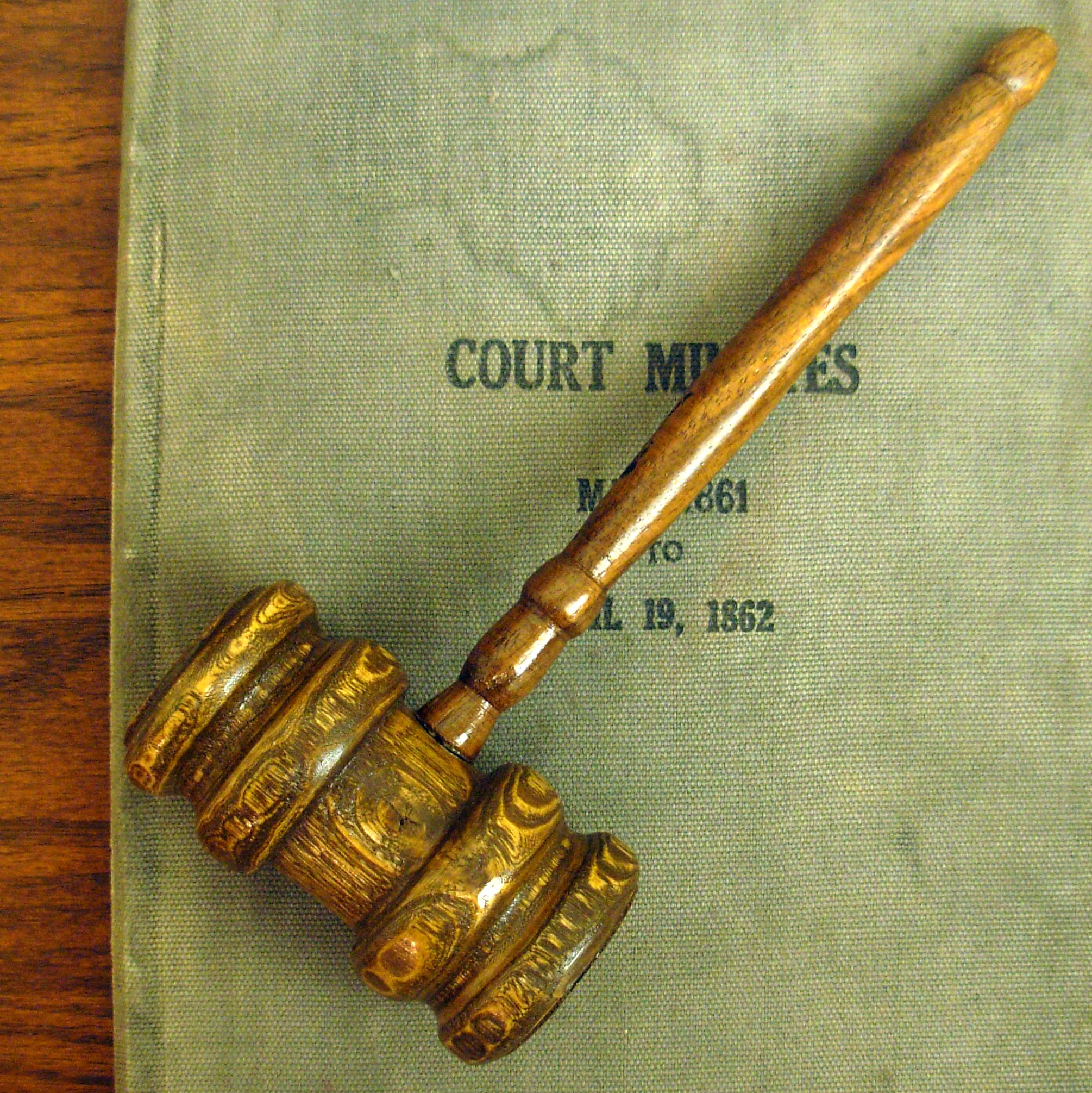
فلاسفه دانش حقوق می‌پرسند قانون چیست و آن باید چه چیزی باشد؟

دانش نظری حقوق یا نظریه‌پردازی حقوق (انگلیسی: Jurisprudence) مطالعه دانش حقوق به صورت تئوریک و نظری می‌باشد. نظریه‌پردازان حقوق یا دانشمندان نظری علم حقوق در این دانش (شامل فلاسفه حقوق و نظریه پردازان اجتماعی قانون) امیدوارند با مطالعه بیشتر در این دانش، فهم عمیق‌تری از ذات و طبیعت قانون به دست آورند.